# Meillant
Meillant is een gemeente in het Franse departement Cher (regio Centre-Val de Loire) en telt 792 inwoners (1999). De plaats maakt deel uit van het arrondissement Saint-Amand-Montrond.
Het kasteel van Meillant is een historisch monument.

## Geografie
De oppervlakte van Meillant bedraagt 41,6 km², de bevolkingsdichtheid is 19,0 inwoners per km².
De onderstaande kaart toont de ligging van Meillant met de belangrijkste infrastructuur en aangrenzende gemeenten.

## Demografie
Onderstaande figuur toont het verloop van het inwonertal (bron: INSEE-tellingen).